# Miss Bahia
Miss Bahia é uma competição de beleza que escolhe a representante baiana para o concurso nacional de Miss Brasil. O estado foi o pioneiro, ao eleger em 1954 a primeira detentora do título nacional e também a primeira a disputar o certame internacional de Miss Universo no mesmo ano, trata-se da consagrada baiana Martha Rocha, considerada por muitos como o símbolo da beleza nacional. Martha perdeu o título universal para a norte-americana Miriam Stevenson na primeira participação brasileira, supostamente devido às duas polegadas a mais que tinha nos quadris, acima da medida padrão exigida pelos jurados. O atual responsável pela coordenação estadual e seleção, desde 2024, é o produtor de eventos gaúcho Dominique Silva, da Minimal Models.

## Edições
A candidata tornou-se Miss Brasil.
     A candidata parou entre as finalistas.
     A candidata parou entre as semifinalistas.
| Ano   | Vencedora                                                  | Representação                                              | Miss Brasil                                                | Miss Universo                                              |
| ----- | ---------------------------------------------------------- | ---------------------------------------------------------- | ---------------------------------------------------------- | ---------------------------------------------------------- |
| 2025  | Leidiane Montes                                            | Madre de Deus                                              |                                                            |                                                            |
| 2024  | Daniela Ataídes                                            | Urandi                                                     |                                                            |                                                            |
| 2023  | Raíssa Dutra Rodrigues                                     | Barra da Estiva                                            |                                                            |                                                            |
| 2022  | Amanda Malaquias Barreto                                   | Ibipeba                                                    | Semifinalista (10 primeiras)                               |                                                            |
| 2021  | Tainara Bastos de Almeida Costa                            | Cruz das Almas                                             | Semifinalista (15 primeiras)                               |                                                            |
| 2020  | A Miss Brasil foi indicada, portanto não houve disputa de. | A Miss Brasil foi indicada, portanto não houve disputa de. | A Miss Brasil foi indicada, portanto não houve disputa de. | A Miss Brasil foi indicada, portanto não houve disputa de. |
| 2019  | Liliane Natiele Santos Silva                               | Feira de Santana                                           |                                                            |                                                            |
| 2018  | Maria Isabel de Jesus Santos                               | Salvador                                                   | 2.º lugar                                                  |                                                            |
| 2017  | Caroline Oliveira Santos                                   | Camaçari                                                   | Semifinalista (16 primeiras)                               |                                                            |
| 2016  | Victoria Esteves                                           | Salvador                                                   | Semifinalista (15 primeiras)                               |                                                            |
| 2015  | Patrícia Cristiane Guerra                                  | Luís Eduardo Magalhães                                     | Semifinalista (10 primeiras)                               |                                                            |
| 2014  | Anne Lima de Souza                                         | Caetité                                                    |                                                            |                                                            |
| 2013  | Priscila Cidreira Santiago                                 | Santa Cruz                                                 | 3.º lugar                                                  |                                                            |
| 2012  | Bruna Diniz Gonçalves                                      | Santaluz                                                   |                                                            |                                                            |
| 2011  | Vanessa Gabriella Rocha                                    | Simões Filho                                               | 2.º lugar                                                  |                                                            |
| 2010  | Rafaela Marques Santos                                     | Paulo Afonso                                               | Semifinalista (15 primeiras)                               |                                                            |
| 2009  | Paloma Garzedim Vega                                       | Ass. Atlética da Bahia                                     | Semifinalista (10 primeiras)                               |                                                            |
| 2008  | Daniele Valadão Pinto                                      | Madre de Deus                                              |                                                            |                                                            |
| 2007  | Renata Marzolla Costa                                      | Santaluz                                                   | Semifinalista (10 primeiras)                               |                                                            |
| 2006  | Juliana Pina Mendonça                                      | Ilhéus                                                     | 5.º lugar                                                  |                                                            |
| 2005  | Danielle Abrantes de Oliveira                              | Prado                                                      | Semifinalista (10 primeiras)                               |                                                            |
| 2004  | Karoline Araújo de Souza                                   | Simões Filho                                               | Semifinalista (10 primeiras)                               |                                                            |
| 2003  | Acássia Rodrigues Santana                                  | Mucuri                                                     |                                                            |                                                            |
| 2002  | Bárbara Fernandes Moreira                                  | Simões Filho                                               | Semifinalista (10 primeiras)                               |                                                            |
| 2001  | Oldeane Ribeiro da Fonseca                                 | Santo Antônio de Jesus                                     | Semifinalista (10 primeiras)                               |                                                            |
| 2000  | Halina Francisca dos Santos                                | Valença                                                    | Semifinalista (11 primeiras)                               |                                                            |
| 1999  | Carolina Magnavita Oliveira                                | Salvador                                                   |                                                            |                                                            |
| 1998  | Jussana Moreira Sena                                       | Alcobaça                                                   | Semifinalista (12 primeiras)                               |                                                            |
| 1997  | Maria da Conceição Oliveira                                |                                                            |                                                            |                                                            |
| 1996  | Cristiane Simões Andrade                                   |                                                            | 3.º lugar                                                  |                                                            |
| 1995  | Aletéia Neves de Almeida                                   | Catu                                                       |                                                            |                                                            |
| 1994  | Isacarla Maciel Petri                                      | Salvador                                                   | 5.º lugar                                                  |                                                            |
| 1993  | Roselene Ribeiro                                           | Itapetinga                                                 |                                                            |                                                            |
| 1992  | Nathalie Maria Duarte                                      | Lauro de Freitas                                           | Semifinalista (12 primeiras)                               |                                                            |
| 1991  | Deborah dos Passos                                         | Bloco Tiete Vips                                           |                                                            |                                                            |
| 1990  | Não houve disputa nacional de Miss Brasil em 1990.         | Não houve disputa nacional de Miss Brasil em 1990.         | Não houve disputa nacional de Miss Brasil em 1990.         | Não houve disputa nacional de Miss Brasil em 1990.         |
| 1989  | Bianca Queiróz Rocha                                       | Jornal da Sociedade                                        | Semifinalista (12 primeiras)                               |                                                            |
| 1988  | Vanessa Blumenfeld                                         | Lauro de Freitas                                           | 2.º lugar                                                  |                                                            |
| 1987  | Cynara Peixoto Fernandes                                   | Cajazeira Contry Club                                      | Semifinalista (12 primeiras)                               |                                                            |
| 1986  | Morgana Campos Brasil                                      | Salvador                                                   | Semifinalista (12 primeiras)                               |                                                            |
| 1985  | Marisabel Böre de Moraes                                   | Feira de Santana                                           | Semifinalista (12 primeiras)                               |                                                            |
| 1984  | Ana Cristina Malagutti Miranda                             |                                                            | Semifinalista (12 primeiras)                               |                                                            |
| 1983  | Silvana Marback Magno Batista                              | Salvador                                                   | Semifinalista (12 primeiras)                               |                                                            |
| 1982  | Wagda Tiara dos Santos                                     |                                                            |                                                            |                                                            |
| 1981  | Mônica Luiza de Oliveira Pinto                             | Feira de Santana                                           |                                                            |                                                            |
| 1980  | Ana Lúcia Bahia Costa Paixão                               | Feira de Santana                                           |                                                            |                                                            |
| 1979  | Geórgia Rejane Mendes de Andrade                           |                                                            | Semifinalista (12 primeiras)                               |                                                            |
| 1978  | Laura Angélica de Oliveira Pereira                         |                                                            | 2.º lugar                                                  |                                                            |
| 1977  | Jerusa Maria Sena Ribeiro                                  | Jequié                                                     | 5.º lugar                                                  |                                                            |
| 1976  | Maria de Fátima Paranhos                                   |                                                            |                                                            |                                                            |
| 1975  | Zaída de Souza Costa                                       |                                                            | 3.º lugar                                                  |                                                            |
| 1974  | Bárbara Maria Vaz                                          |                                                            |                                                            |                                                            |
| 1973  | Maria Rúbia Costa                                          | Yes English School                                         |                                                            |                                                            |
| 1972  | Maria Adélia Jaqueira                                      | Ipiaú                                                      |                                                            |                                                            |
| 1971  | Thelma Alaíde de Oliveira                                  | Itabuna                                                    |                                                            |                                                            |
| 1970  | Ana Lúcia Correia Moreira                                  |                                                            | Semifinalista (8 primeiras)                                |                                                            |
| 1969  | Lúcia dos Santos Guerreiro                                 | Clube dos Bancários                                        |                                                            |                                                            |
| 1968  | Marta Cordeiro Vasconcellos                                | Salvador                                                   | Miss Brasil 1968                                           | Miss Universo 1968                                         |
| 1967  | Vera Lúcia Martinez da Mota                                |                                                            |                                                            |                                                            |
| 1966] | Florianel Costa Portela                                    | Ilhéus                                                     |                                                            |                                                            |
| 1965  | Marilda Mascarenhas                                        | Cachoeira                                                  | Semifinalista (8 primeiras)                                |                                                            |
| 1964  | Elvira Falcão                                              | Ass. Atlética da Bahia                                     |                                                            |                                                            |
| 1963  | Gerusa Sampaio da Silva                                    | Ruy Barbosa                                                |                                                            |                                                            |
| 1962  | Olívia Rebouças Cavalcanti                                 | Clube Baiano de Tênis                                      | Miss Brasil 1962                                           | 5.º lugar                                                  |
| 1961  | Stella Maria Rocha Lima                                    |                                                            | 5.º lugar                                                  |                                                            |
| 1960  | Eliana Miranda                                             | Clube Baiano de Tênis                                      |                                                            |                                                            |
| 1959  | Maria Manso Dias                                           | Salvador                                                   | 3.º lugar                                                  |                                                            |
| 1958  | Anna Maria Carvalho                                        | Feira de Santana                                           |                                                            |                                                            |
| 1957  | Sônia Silva Rocha                                          | Esporte Clube Vitória                                      |                                                            |                                                            |
| 1956  | Sônia Santiago Mamede                                      | Esporte Clube Sírio                                        |                                                            |                                                            |
| 1955  | Maria Eunice Dias de Assis                                 | Salvador                                                   |                                                            |                                                            |
| 1954  | Maria Marta Hacker Rocha                                   | Clube Baiano de Tênis                                      | Miss Brasil 1954                                           | 2.º lugar                                                  |

### Coordenações
- 1991 a 2004: Antônio Miguel Fonsêca.

- 2005 a 2006: Roberto Macêdo e Alfredo Assis.

- 2007 a 2012: Antônio Miguel Fonsêca.

- 2013 a 2014: Gabriella Rocha.

- 2015 a 2019: Band Bahia.

- em 2021: Victor Lins.

- 2022 a 2023: Juliana Alves.
- desde 2024: Dominique Silva, Minimal Models

### Tabela de classificação
Abaixo o desempenho das baianas no Miss Brasil.
| Posição       | Desempenho |
| ------------- | ---------- |
| Miss Brasil   | 3          |
| 2.º lugar     | 4          |
| 3.º lugar     | 4          |
| 4.º lugar     |            |
| 5.º lugar     | 4          |
| Semifinalista | 24         |
| Total         | 39         |

As premiações especiais existentes foram:
- Miss Simpatia: Bianca Rocha (1989), Bárbara Fernandes (2002) e Danielle Abrantes (2005)
- Miss Fotogenia: Martha Vasconcellos (1968)

### Galeria de vencedoras

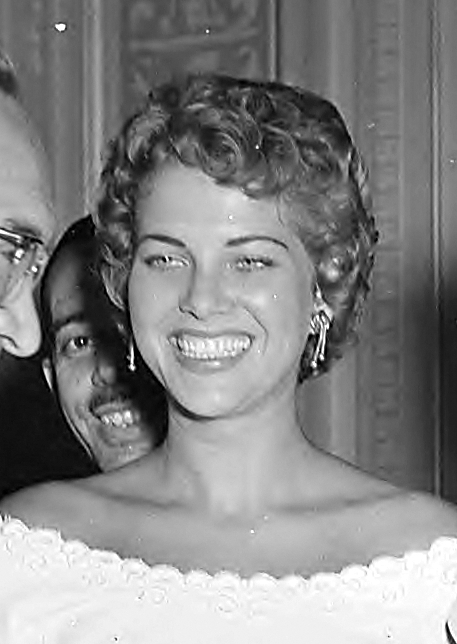
Martha Rocha, Miss Bahia 1954.
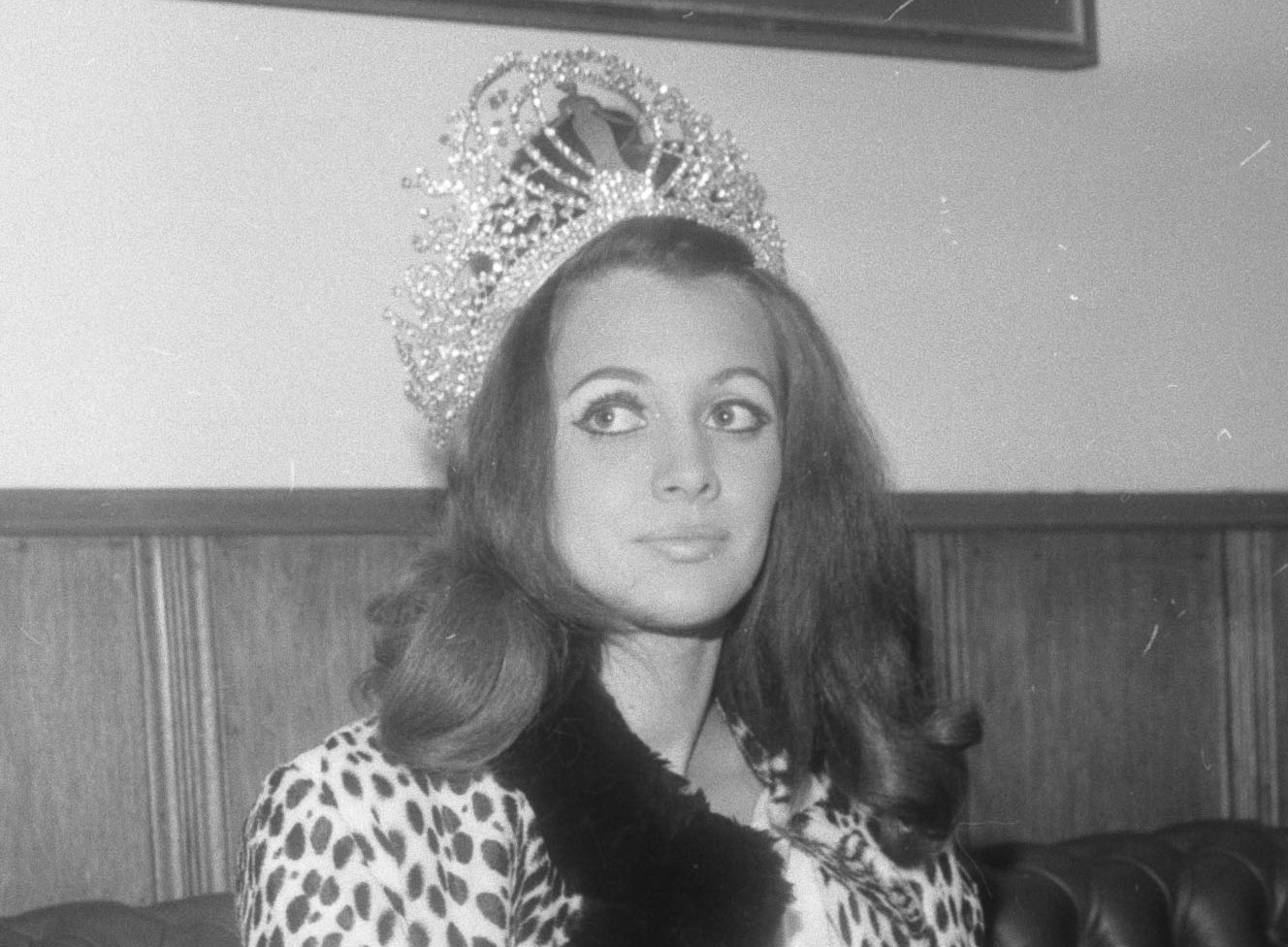
Martha Vasconcellos, Miss Bahia 1968.
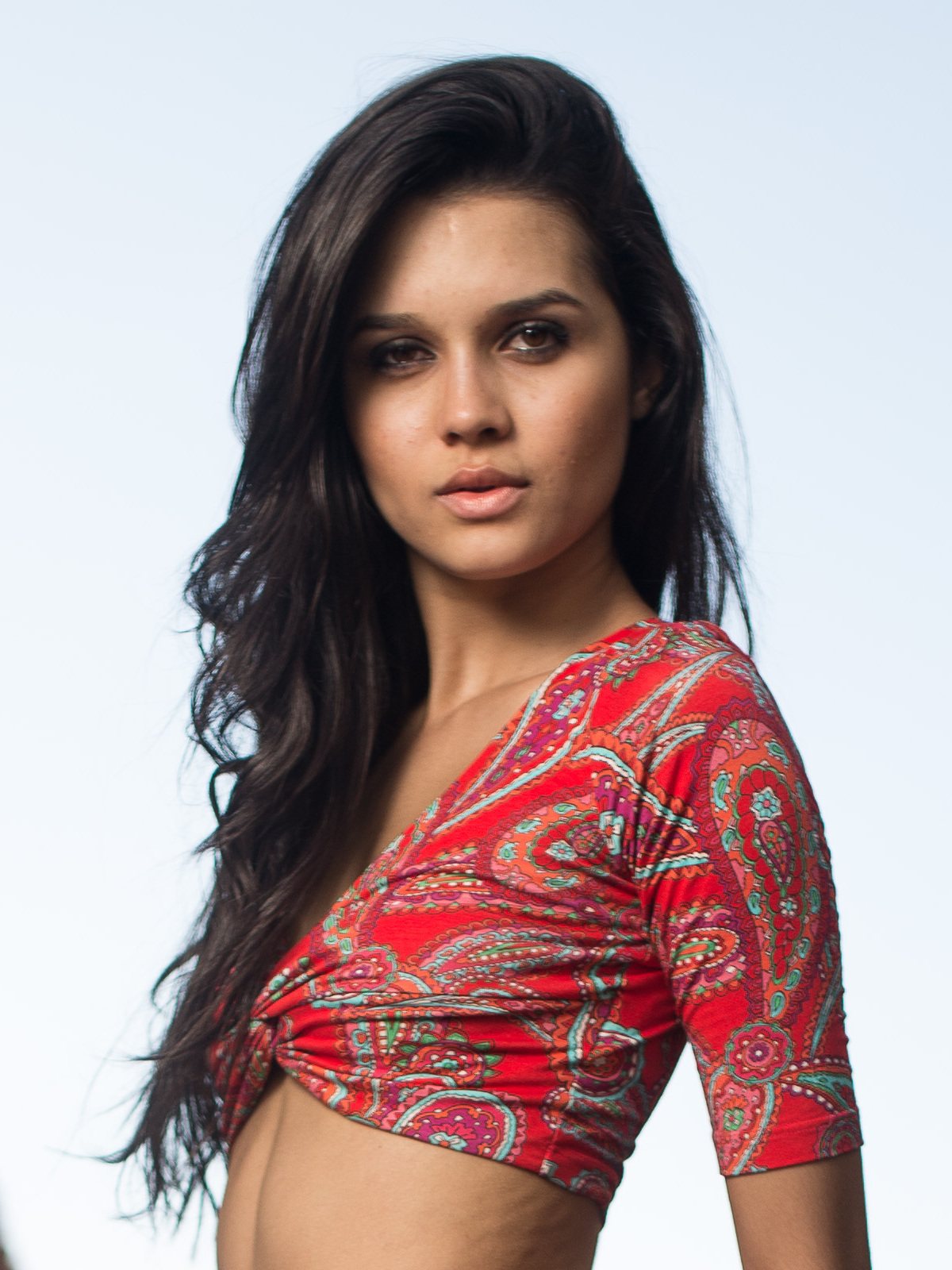
Anne Lima, Miss Bahia 2014.